# Pseudotuberculose
Pseudotuberculose é uma rara infecção causada pelo bacilo gram-negativa Yersinia pseudotuberculosis, transmitida por animais, água ou alimentos contaminados. Em animais os sintomas parecem com os da tuberculose, mas em humanos os sintomas parecem mais com os de uma escarlatina. É uma zoonose oportunista, aparecendo geralmente apenas em bebês, idosos e imunodeprimidos. É mais comum em países frios, sendo conhecida no extremo oriente como febre de Izumi.

## Causa
Infecção por Yersinia pseudotuberculosis em humanos começou a ser estudada apenas depois de 1998, e é raramente diagnosticada, causando apenas algumas dezenas de vítimas a cada surtos em países desenvolvidos. Pode ser confundida com escarlatina ou com gastroenterite. As infecções de aves e mamíferos não-humanos provavelmente é mais comum e grave que a de humanos. Geralmente transmitida por fezes de humanos e animais, que contaminam água e alimentos, ou diretamente pelo consumo do animal infectado.

## Sinais e Sintomas
Após 5 a 10 dias da infecção, os possíveis sinais e sintomas em humanos são similares ao de uma gastroenterite e podem incluir:
- Febre,
- Erupção cutânea,
- Língua bem vermelha,
- Hipotensão,
- Gânglios inflamados,
- Dor abdominal,
- Sensibilidade sobre o ponto de McBurney,

Complicações podem incluir:
- Apendicite,
- Articulações inchadas e duras (derrame articular),
- Artrite reativa,
- Manchas sensíveis, vermelhas e endurecidas nas pernas,
- Uveíte e conjuntivite (raros).

Em outros mamíferos e em aves os sintomas são similares aos de uma tuberculose.

## Tratamento
A infecção Yersina pseudotuberculosis é geralmente auto-limitada, e por isso é pouco diagnosticada e investigada. No entanto, as apresentações mais tóxicas, com septicemia, desidratação grave e artrite podem exigir tratamento com antibiótico. É suscetível à ampicilina, cefalosporinas de terceira geração, aminoglicosídeos, tetraciclinas, e cloranfenicol. Raramente cirurgia é necessária, mas pode ser confundida com apendicite.